# يان جاكوب كولسكي
يان جاكوب كولسكي (بالبولندية: Jan Jakub Kolski) (و. 1956  م) هو مخرج أفلام، وكاتب سيناريو، ومصور سينمائي، ومخرج مسرحي بولندي، ولد في فروتسواف.

## التعليم
تعلم في المدرسة الوطنية للأفلام في وودج.

## وصلات خارجية
- يان جاكوب كولسكي على موقع IMDb (الإنجليزية)
- يان جاكوب كولسكي على موقع ألو سيني (الفرنسية)
- يان جاكوب كولسكي على موقع أول موفي (الإنجليزية)
- يان جاكوب كولسكي على موقع قاعدة بيانات الأفلام السويدية (السويدية)
- يان جاكوب كولسكي على موقع ديسكوغز (الإنجليزية)
- يان جاكوب كولسكي على موقع قاعدة بيانات الفيلم (الإنجليزية)
- يان جاكوب كولسكي على موقع كينوبويسك (الروسية)